# Webring

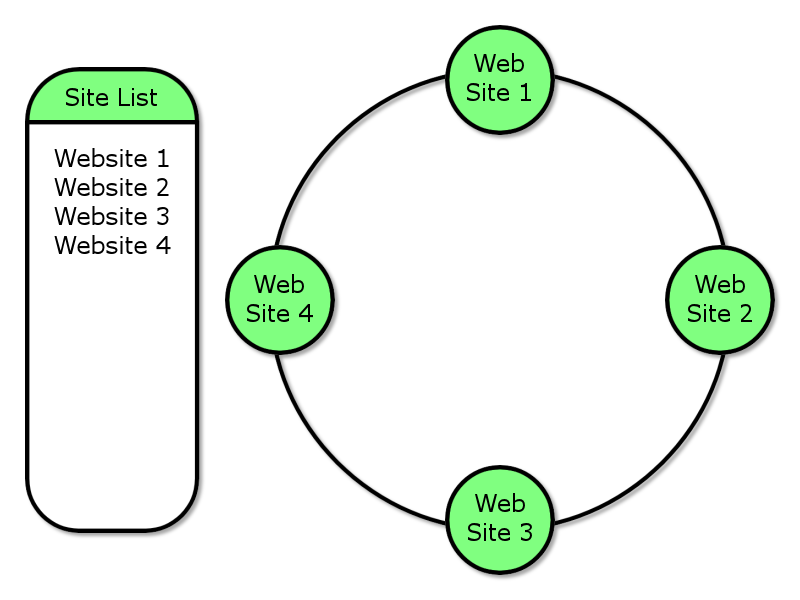
Une image de comment un webring fonctionne.

Un webring (littéralement, « anneau Web ») est une collection de sites web joints par une NavBar dans un mode de base. Le code de la NavBar (aussi connu sous le nom de SSNB) est un morceau de JavaScript (ou HTML) qui permet à l'internaute de cliquer sur un lien pour aller à l'un des sites du webring. L'internaute peut éventuellement naviguer dans tout le webring, terminant où il a commencé.
Les webrings sont souvent composés de sites aux thèmes similaires (par exemple le paganisme, les métiers, le HTML, le baseball, les Simpson, etc.) constituant une vaste base d'information sur un sujet donné, qu'il est parfois difficile de bâtir via un moteur de recherche généraliste. En d'autres termes, l'internaute se voit suggérer plusieurs sites sur le sujet sans avoir à les chercher.

## Historique
Le webring original a été conçu par Sage Weil qui a utilisé son propre script CGI en mai 1994. L'idée était basée sur une structure similaire nommée EUROPa (Expanding Unidirectional Ring of Pages). Le script de Weil était si populaire qu'en juin 1995, il créa WebRing, qui a été lancé officiellement huit ans plus tard. En 1997, Weil a vendu WebRing à Starseed, Inc.
En 1998, Starseed est acquis par Geocities, qui n'a plus fait de changements majeurs au système. Cependant, quelques mois plus tard, au début de 1999, Yahoo! acheta Geocities, et dix-huit mois après l'acquisition, le 5 septembre 2000, Yahoo! dévoila un webring entièrement révisé, connu sous le nom de Yahoo! WebRing.
Le 15 avril 2001, Yahoo! a cessé de supporter WebRing, le laissant à un technicien du webring.org original. Le 12 octobre 2001, il a dévoilé un webring sans l'influence de Yahoo!.

## Ressources
- EUROPa